# Gare de Montréal
Ne doit pas être confondu avec Gare de Brion - Montréal-la-Cluse.
La gare de Montréal, à Montréal-la-Cluse, est une gare ferroviaire française fermée de la ligne des Hirondelles, dans le département de l'Ain en région Auvergne-Rhône-Alpes.

## Situation ferroviaire
La gare est au point kilométrique (PK) 114,569 de la ligne d'Andelot-en-Montagne à la Cluse. Des trains circulent toujours sur la voie principale.

## Histoire
La section d'Oyonnax à la Cluse de la ligne des Hirondelles a été ouverte le 16 mai 1885 par la compagnie des chemins de fer de Paris à Lyon et à la Méditerranée (PLM). Elle a été vendue à la SNCF lors de la nationalisation de 1938.

## Service des voyageurs
La gare est actuellement fermée aux voyageurs.